# Promilhanes
Promilhanes är en kommun i departementet Lot i regionen Occitanien i södra Frankrike. Kommunen ligger i kantonen Limogne-en-Quercy som tillhör arrondissementet Cahors. År 2022 hade Promilhanes 229 invånare.

## Befolkningsutveckling
Antalet invånare i kommunen Promilhanes
| Referens: INSEE |